# Mystery (Romanreihe)
Mystery ist eine Taschenheftreihe mit Gruselromanen aus dem Cora Verlag, die seit dem 8. Mai 1986 läuft.

## Geschichte und Hintergrund
In der Reihe sind immer Jugendliche, fast immer Mädchen, die Hauptfiguren. So wenden sich die Romane auch vor allem an ein jugendliches, vor allem weibliches Publikum. Die Reihe hieß anfangs Denise Mystery und war die direkte Fortsetzung von Happy Denise, nur dass der zusätzliche Liebesroman wegfiel. Mit Band 121 entfiel Denise im Namen.

## Gruselbox
Als Mystery Gruselbox erscheint dreimal im Jahr ein Taschenbuch. Dort werden jeweils drei ausgewählte Hefte nachgedruckt.